# Westville (Oklahoma)
Westville – miasto w Stanach Zjednoczonych, w stanie Oklahoma, w hrabstwie Adair.